# Friedrich Georg Ludwig von Borcke
Friedrich Georg Ludwig von Borcke (* 10. Januar 1747 in Stargard in Pommern; † 17. Februar 1813 in Krienke) war preußischer Landrat des Kreises Anklam.

## Leben
Friedrich Georg Ludwig entstammte dem pommerschen Adelsgeschlecht von Borcke. Sein Vater war Erdmann Curt von Borcke (1716–1788), Erbherr auf Altwigshagen, Heinrichshof, Annenhof und Curtshagen, seine Mutter war Marie Sophie von Wedel (1718–1788).
Er schlug zunächst eine militärische Laufbahn in einem Husarenregiment der Preußischen Armee ein und erreichte den Dienstgrad eines Leutnants. Er kämpfte während der drei letzten Jahre des Siebenjährigen Krieges. Zeitweise war er in Gefangenschaft.
Nach seinem Abschied wurde er um 1784 Nachfolger des ausgeschiedenen Landrats Adolph Friedrich von Neetzow. Während seiner achtjährigen Amtszeit hatte er seinen Sitz in Heinrichshof. 1792 ersuchte er aus gesundheitlichen Gründen um seinen Abschied. Bei seiner Entlassung wurde ihm der Titel Landesdirektor verliehen.
Friedrich Georg Ludwig von Borcke war in erster Ehe seit 1776 mit Louise Marianne von Hohendorf (1746–1786) und in zweiter Ehe mit Christine Auguste von Volckmann (1760–1813) verheiratet. Er hatte mehrere Söhne.
Er gehörte seit 1779 den Freimaurern an.